# Symphony of a City
Pour plus de détails, voir Fiche technique et Distribution.
Symphony of a City (Människor i stad - En kortfilm från Stockholm) est un film suédois de court métrage réalisé par Arne Sucksdorff à propos de la ville de Stockholm.
Il a remporté l'Oscar du meilleur court métrage en prises de vues réelles en une bobine en 1949.

## Fiche technique
- Réalisation : Arne Sucksdorff
- Production : Edmund Reek
- Durée : 20 minutes
- Date de sortie : 
  - Suède : 15 août 1947

## Distinctions
- 1949 : Oscar du meilleur court métrage en prises de vues réelles en une bobine[1].